# Dead Boyz Don't Scream
Dead Boyz Don't Scream là một bộ phim kinh dị được sản xuất năm 2006 với sự tham gia diễn xuất của nữ diễn viên Monique Parent và các nam người mẫu của tạp chí Playgirl. Nội dung chính của bộ phim kể về nhà nhiếp ảnh Roz (Monique Parent thủ vai) thực hiện một chùm ảnh khỏa thân về cao bồi với sự tham gia của các nam người mẫu. Nhưng trong quá trình làm việc, các nam người mẫu khỏa thân đều lần lượt bị giết hại một cách dã man.